# 흑녀 (1982년 영화)
"흑녀"는 한국에서 제작된 강대선 감독의 1982년 영화이다. 김인순 등이 주연으로 출연하였고 강대진 등이 제작에 참여하였다.

## 출연

### 주연
- 김인순
- 장혁
- 이인옥

## 기타
- 조명: 조기남
- 녹음: 김성찬